# 1994—2004
1994—2004 је компилацијски албум српског и југословенског рок бенда Рибља чорба.

## Опште информације
Албум је објављен 2004. године под окриљем издавачке куће Хи-Фи Центар, а на њему се налази двадесет и једна песма. Тесктове за песме писао је Бора Ђорђевић, аранжман је радила група, док је дизајн омота радила Илинка Радић.

## Листа песама
| №   | Назив                      | Трајање |  |
| 1.  | Љубав овде више не станује | 4:25    |  |
| 2.  | Једино моје                | 4:36    |  |
| 3.  | Последња песма о теби      | 4:23    |  |
| 4.  | Принц                      | 4:28    |  |
| 5.  | Остало је ћутање           | 4:09    |  |
| 6.  | Изгубљен случај            | 5:02    |  |
| 7.  | Баба Јула                  | 2:49    |  |
| 8.  | Царе                       | 4:07    |  |
| 9.  | Нојева барка               | 4:49    |  |
| 10. | Србин је луд               | 2:56    |  |
| 11. | 100 година самоће          | 4:06    |  |
| 12. | Данас нема млека           | 3:34    |  |
| 13. | Ја сам рођен намргођен     | 2:51    |  |
| 14. | Волим и ја вас             | 3:07    |  |
| 15. | Зашто увек курцу свирам    | 3:11    |  |
| 16. | Дај ми лову                | 2:59    |  |
| 17. | Гастарбајтерска            | 3:54    |  |
| 18. | Гастарбајтерска 2          | 4:01    |  |
| 19. | Хоћу мајко, хоћу           | 2:56    |  |
| 20. | Црно бели свет             | 3:38    |  |
| 21. | Зелена трава дома мог      | 3:45    |  |